# Campeonato Nacional de Rodeo de 1962
El Campeonato Nacional de Rodeo de 1962 fue el número 14 y el primero que organiza la Federación del Rodeo Chileno, ya afiliada al Consejo Nacional de Deportes. Este campeonato se realizó en Los Ángeles, ciudad que se había vestido de gala para realizar su rodeo anual y responder a la Federación del Rodeo Chileno al designarla como primera sede de su Campeonato Nacional.

## Antecedentes
Rodolfo Bustos y Segundo Zúñiga obtuvieron el primer lugar del rodeo local de Los Ángeles, en "Por si Acaso" y "Gritería", escoltados por Conrado Zaror y Ramón Álvarez en "Cervecero" y "Pulgas Bravas". En la tarde del día lunes ingresaron a la medialuna cuarenta y una colleras, correspondiente a cuarenta y un vencedores de los rodeos oficiales verificados desde Vallenar hasta Maullín. A los ganadores del rodeo de Los Ángeles se sumaron como favoritos los campeones de Chile del año pasado, en Maipú, Abelino Mora y Miguel Lamoliatte, en "Aceitaita" y "Pluma", los quilicuranos Francisco y Sergio Romo, en "Junquillo" y "Tripleta", los hermanos Óscar y Julio Bustamante, en "Neguri" y "Quinchero", Ramón Cardemil y Ruperto Valderrama, en "Matucho" y "Manicero", y otras destacadas colleras. 
Los campeones de esa ocasión fue la collera de Curicó, integrada por Ramón Cardemil y Ruperto Valderrama, quienes montaron a "Manicero" y "Matucho" con 19 puntos buenos.
En segundo lugar quedaron Óscar y Julio Bustamante, en "Neguri" y "Quinchero", quienes también hicieron 19 puntos, por lo que se fueron a desempate, triunfó la collera de Ramón Cardemil y Ruperto Valderrama, quienes así por primera vez obtienen el Campeonato de Chile. Sería el primero de cinco títulos juntos y siete contando solo los individuales de Ramón Cardemil. Los terceros campeones fueron Francisco Romo y Sergio Romo en "Junquillo" y "Tripleta".

## Resultados

### Serie de campeones
| Cuarto Animal 1962 | Cuarto Animal 1962                  | Cuarto Animal 1962       | Cuarto Animal 1962 |
| ------------------ | ----------------------------------- | ------------------------ | ------------------ |
| Lugar              | Jinetes                             | Caballos                 | Puntaje            |
| 1º                 | Ramón Cardemil y Ruperto Valderrama | "Manicero" y "Matucho"   | 19+2               |
| 2º                 | Óscar Bustamente y Julio Bustamante | "Neguri" y "Quinchero"   | 19+1               |
| 3º                 | Francisco Romo y Sergio Romo        | "Junquillo" y "Tripleta" | 17                 |

## Cuadro de honor temporada 1961-1962

### Jinetes
- 1.º Segundo Zúñiga[4]
- 2.º Abelino Mora
- 3.º Óscar Bustamante
- 4.º Ruperto Valderrama
- 5.º Renato Dinamarca
- 6.º Ramón Álvarez
- 7.º José Manuel Aguirre
- 8.º Demetrio Villegas
- 9.º Mario Molina
- 10.º Eugenio Cepeda

### Potros
- 1.º Pichanguero
- 2.º Reparo
- 3.º Tonel
- 4.º Por si acaso
- 5.º Tabacazo
- 6.º Junquillo
- 7.º Candidato
- 8.º Ñipán
- 9.º Estribo
- 10.º Antuco